# 美味しんぼ倶楽部
『美味しんぼ倶楽部』（おいしんぼくらぶ）は、1986年3月31日から1989年3月31日までフジテレビほか、一部系列局で平日昼前の時間帯に放送された生活情報バラエティ番組である。

## 出演者
| 期間      | 期間      | 総合司会        | コーナー担当                     | コーナー担当 | コーナー担当 |
| 期間      | 期間      | 総合司会        | ニュース                         | 料理         | 通販         |
| --------- | --------- | --------------- | -------------------------------- | ------------ | ------------ |
| 1986.3.31 | 1987.3.27 | 牧原俊幸 永麻理 | 露木茂                           | 大和田獏     | 中野安子     |
| 1987.3.30 | 1988.4.1  | 牧原俊幸 永麻理 | 須田哲夫                         | 大和田獏     | 中野安子     |
| 1988.4.4  | 1989.3.31 | 牧原俊幸 永麻理 | 露木茂（月 - 木） 野間脩平（金） | 庄野真代     | 中野安子     |

- 露木・須田・野間はそれぞれ、後続番組である『FNNニュースレポート11:30』→『FNNスピーク』を兼務。
- 永は、1987年4月から9月は『FNNスーパータイム』週末版スポーツキャスターおよび本番組末期の1989年3月24日・31日は『FNNスピーク』の金曜サブキャスターを兼務。
- 露木・須田が不在の場合は、当時平日の『FNNスーパータイム』を担当していた逸見政孝（当時フジテレビアナウンサー）や、当時『おはよう!ナイスデイ』に出演していた桑原征平（当時関西テレビアナウンサー）が担当した。

## スタッフ
- ディレクター：松尾利彦
- プロデューサー：古賀憲一
- 制作協力：日本テレワーク
- 制作著作：フジテレビ

## 放送局
| 放送対象地域 | 放送局             | 系列           | 放送日時                  | 備考                                     |
| ------------ | ------------------ | -------------- | ------------------------- | ---------------------------------------- |
| 関東広域圏   | フジテレビ         | フジテレビ系列 | 月曜 - 金曜 10:00 - 11:25 | 製作局                                   |
| 北海道       | 北海道文化放送     | フジテレビ系列 | 月曜 - 金曜 10:00 - 10:55 | 前半部分のみを放送、牧原の出身地でもある |
| 静岡県ほか   | テレビ静岡ほか数局 | フジテレビ系列 | 月曜 - 金曜 11:00 - 11:25 | 後半部分のみを放送（詳細後述）           |

基本的に11時台のみのネット局は、「夕食ばんざい」と「いいものセレクション」を『奥さまリビング』などの独自のタイトルに差し替えた上で放送。番組自体のエンディングにおいては、スタッフロールを関東ローカルのみに送出し、フジテレビ以外のネット局向けには「制作協力・制作著作」のみを送出していた。
| フジテレビ 平日昼前の情報番組 | フジテレビ 平日昼前の情報番組 | フジテレビ 平日昼前の情報番組  |
| 前番組                        | 番組名                        | 次番組                         |
| ----------------------------- | ----------------------------- | ------------------------------ |
| 荒川強啓のらくらくTOKIO       | 美味しんぼ倶楽部              | 生島ヒロシのおいしいフライパン |